# فريدريك لوندبيرغ
فريدريك لوندبيرغ (بالسويدية: Fredrik Lundberg)‏ هو رائد أعمال سويدي، ولد في 5 أغسطس 1951 في نورشوبينغ في السويد.